# Стажантът (филм)
„Стажантът“ (на английски: The Apprentice) е биографичен филм от 2024 година на режисьора Али Абаси. Филмът е включен в официалната програма на кинофестивала в Кан през 2024 година, където прави и премиерата си.
Филмът разглежда живота на Доналд Тръмп през 70-те и 80-те години на XX век и бизнеса, който развива с недвижими имоти.

## В ролите
- Себастиан Стан – Доналд Тръмп
- Джеръми Стронг – Рой Кон
- Мария Бакалова – Ивана Тръмп
- Мартин Донован – Фред Тръмп
- Бен Съливан – Ръсел Елдридж
- Чарли Карик – Фред Тръмп Младши
- Марк Рендал – Даниел Съливан
- Джо Пинг – Антони Салерно

## Реакция от президенската кампания на Тръмп
Стивън Ченг, директорът по комуникациите на президентската кампания на Тръмп през 2024, заплашва със съдебни действия срещу филма поради изобразяването на сцена на изнасилване с Ивана и Доналд Тръмп. В показания, свързани с развода им, Ивана обвинява Доналд в изнасилване и в скубане на косата ѝ, когато пластичната му операция за промяна на линията на косата му се проваля. След като кампанията на Тръмп нарича филма „боклук“ и „чиста измислица“ в дълго изявление, режисьорът Абаси предлага да прожектира филма за Тръмп.
Милионерът Дан Снайдер, който е собственик на отбора по американски футбол „Уошингтън Командърс“, дарява голяма сума на продукцията, вярвайки, че филмът ще представи Тръмп в добра светлина. Снайдер е добър приятел на Тръмп, който помага финансово на предишната му кандидатпрезиденстка кампания. След като гледа филма през февруари 2024 година, Снайдер е бесен и адвокатите на продуцентската компания Kinematics правят опит да спрат филма.